# SIW Internationale Vrijwilligersprojekten

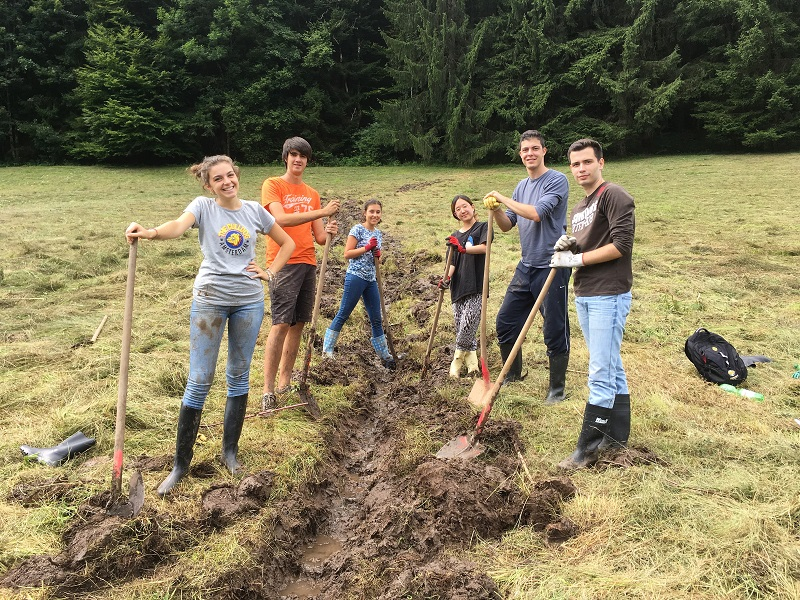
Internationaal werkkamp in Duitsland (2017)

SIW Internationale Vrijwilligersprojekten is een Nederlandse stichting, gevestigd in Utrecht, die zich inzet voor de internationale uitwisseling van vrijwilligers. SIW zendt per jaar 300 tot 400 Nederlandse vrijwilligers uit naar projecten van lokale zusterorganisaties in ruim 70 landen wereldwijd, en ontvangt 100 tot 200 buitenlandse vrijwilligers in projecten in Nederland. De stichting doet dit in 2021 met ongeveer 70 vrijwillige medewerkers en twee betaalde kantoormedewerkers. SIW heeft een AMBI-status.
In samenwerking met haar zusterorganisaties wil SIW de volgende doelstellingen realiseren: 
- Het bevorderen van internationaal contact/interculturele uitwisseling.
- Het stimuleren van het verrichten van maatschappelijk relevant werk op vrijwilligersbasis.
- De zelfontplooiing van projectdeelnemers en vrijwillige medewerkers.
- SIW focust op duurzaamheid en is daarom ook lid van SDG Nederland.

## Geschiedenis
SIW werd eind 1951 opgericht als Nederlands Bureau voor Werkkampen in het Buitenland (NBWB) om vrijwilligers uit te zenden naar projecten van zusterorganisaties in de omringende landen, met name gericht op de wederopbouw na de Tweede Wereldoorlog. In het kader van de Watersnoodramp, een jaar later, kwamen de eerste projecten voor buitenlandse vrijwilligers in Nederland op gang, en werd de organisatie omgedoopt tot Stichting Internationale Werkkampen. In de decennia die volgden breidde het aantal landen waarmee werd uitgewisseld gestaag uit, onder andere door het lidmaatschap van UNESCO's Co-ordinating Committee for International Voluntary Service (CCIVS).

## Alliantie
In tegenstelling tot veel andere lidorganisaties van CCIVS maakt SIW geen deel uit van een overkoepelende internationale organisatie met een politieke (pacifistische) of (voormalig) religieuze grondslag, maar is gekozen voor een onafhankelijke status en een internationaal netwerk van onafhankelijke zusterorganisaties. In 1982 was SIW een van de oprichters van de Alliance of European International Voluntary Service Organisations, om een internationaal platform te hebben met de zusterorganisaties en onderling snel tot afspraken en afstemming te komen. Daarnaast wordt uitgewisseld met de pacifistische netwerken Service Civil International (SCI) en Youth Action for Peace (YAP), en regionale netwerken zoals het Network for Voluntary Development in Asia-Pacific (NVDA).

## Projecten
SIW en haar zusterorganisaties organiseren zowel korte- als langetermijnvrijwilligersprojecten. In kortetermijnprojecten, ook 'werkkampen' of workcamps genoemd, wordt gedurende 2 tot 4 weken in een internationale groep gewerkt en samengeleefd. De werkzaamheden zijn licht van aard, op het gebied van natuurbeheer, renovatie, sociaal-cultureel werk, archeologie of cultuur, en worden in Nederland bijvoorbeeld in samenwerking met Staatsbosbeheer en asielzoekerscentra uitgevoerd. Kortetermijnprojecten liggen aan de basis van de vrijwilligersuitwisseling, en genereren nog steeds het overgrote deel van de uitwisselingen. In langetermijnprojecten wordt meer individueel gewerkt en geleefd gedurende 2 tot 12 maanden. Voor de ontvangst en de uitzending naar Europa wordt ook gebruik gemaakt van subsidies in het kader van European Solidarity Corps (ESC) van de Europese Unie.